# Palazzo del Seminario (Rieti)
Il Palazzo del Seminario è un edificio storico di Rieti, che occupa il lato ovest di piazza Oberdan, affaccia nel retro su via del Seminario, e scavalca via Marco Terenzio Varrone con l'Arco del Seminario, tramite cui via Varrone confluisce in piazza Oberdan. Fu il primo seminario ad essere istituito secondo le norme del concilio di Trento, se si esclude il piccolissimo seminario di Larino.

## Storia

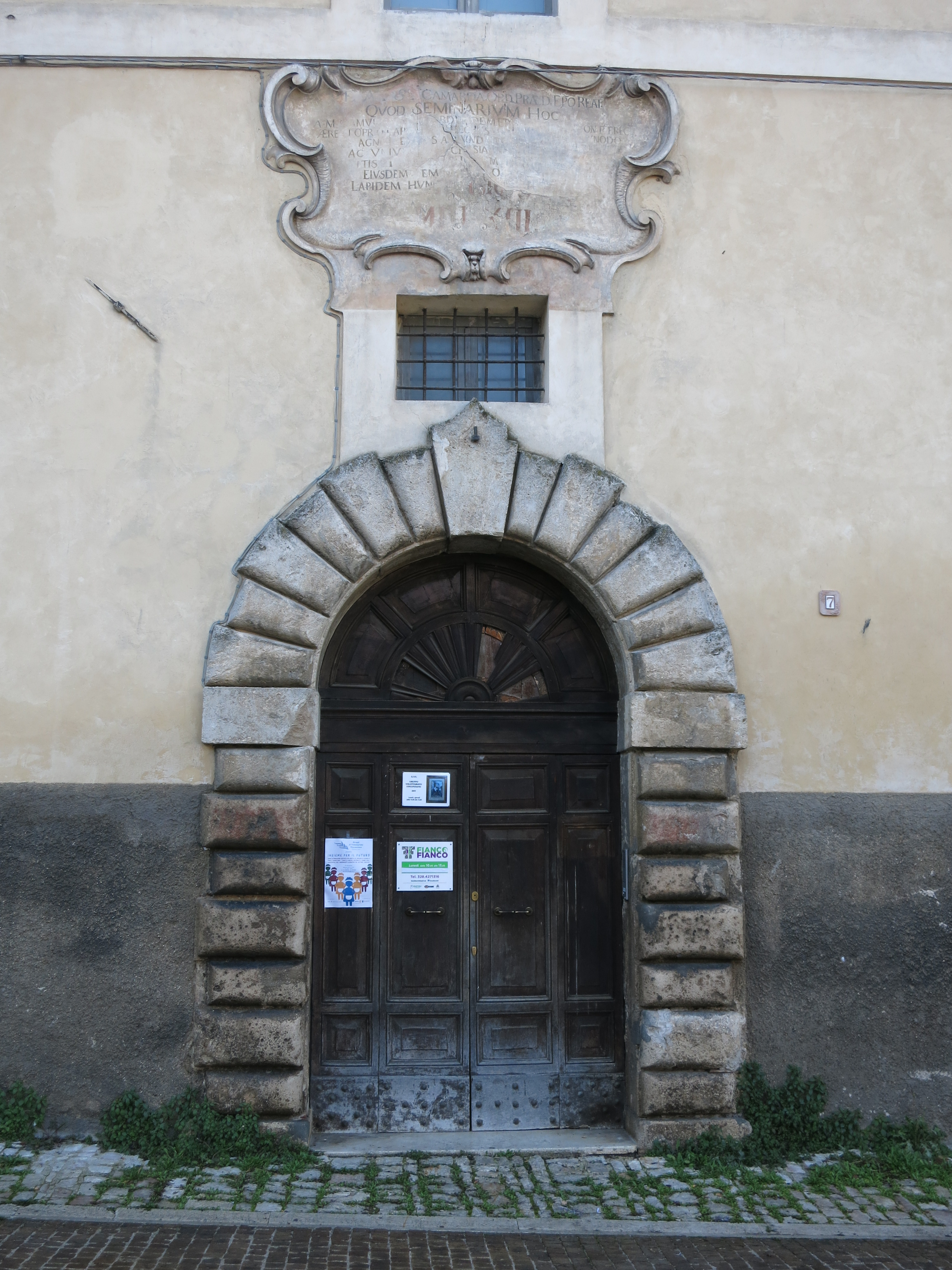
Il portale di piazza Oberdan

Il complesso era originariamente occupato dal Palazzo Pretorio e del Podestà, realizzato alla fine del XIII secolo. L'edificio, oggi perfettamente inglobato nel tessuto urbano circostante, era originariamente dotato di due cavalcavia sorretti da volte a crociera: il primo tuttora esistente su via Marco Terenzio Varrone, il secondo, poi chiuso, su via del Seminario. Tra i due passaggi è ancora individuabile l'antica sala per le assemblee popolari, coperta da un sistema a quattro crociere.
A metà del Cinquecento il palazzo fu donato dal comune al vescovo di Rieti, il cardinale Marcantonio Amulio, perché vi collocasse il seminario diocesano in applicazione dei canoni della controriforma appena conclusa. L'opera di ristrutturazione fu affidata al Vignola, chiamato a Rieti nel 1563,, anche se di questi interventi oggi è difficile individuare le tracce. L'inaugurazione avvenne il 4 giugno 1564; per l'occasione papa Pio IV concesse l'indulgenza a tutti coloro che ne avessero visitato la cappella. Si trattò del primo seminario ad essere istituito secondo le norme del concilio di Trento, conclusosi meno di un anno prima, se si esclude il piccolissimo seminario di Larino (che anticipa quello di Rieti di cinque mesi), il cui primato era stato dimenticato fino agli anni sessanta.
Il palazzo, che inizialmente disponeva di sette stanze e poteva accogliere solo 26 seminaristi, era insufficiente a soddisfare tutte le richieste e fu più volte ampliato tra il seicento e il settecento.

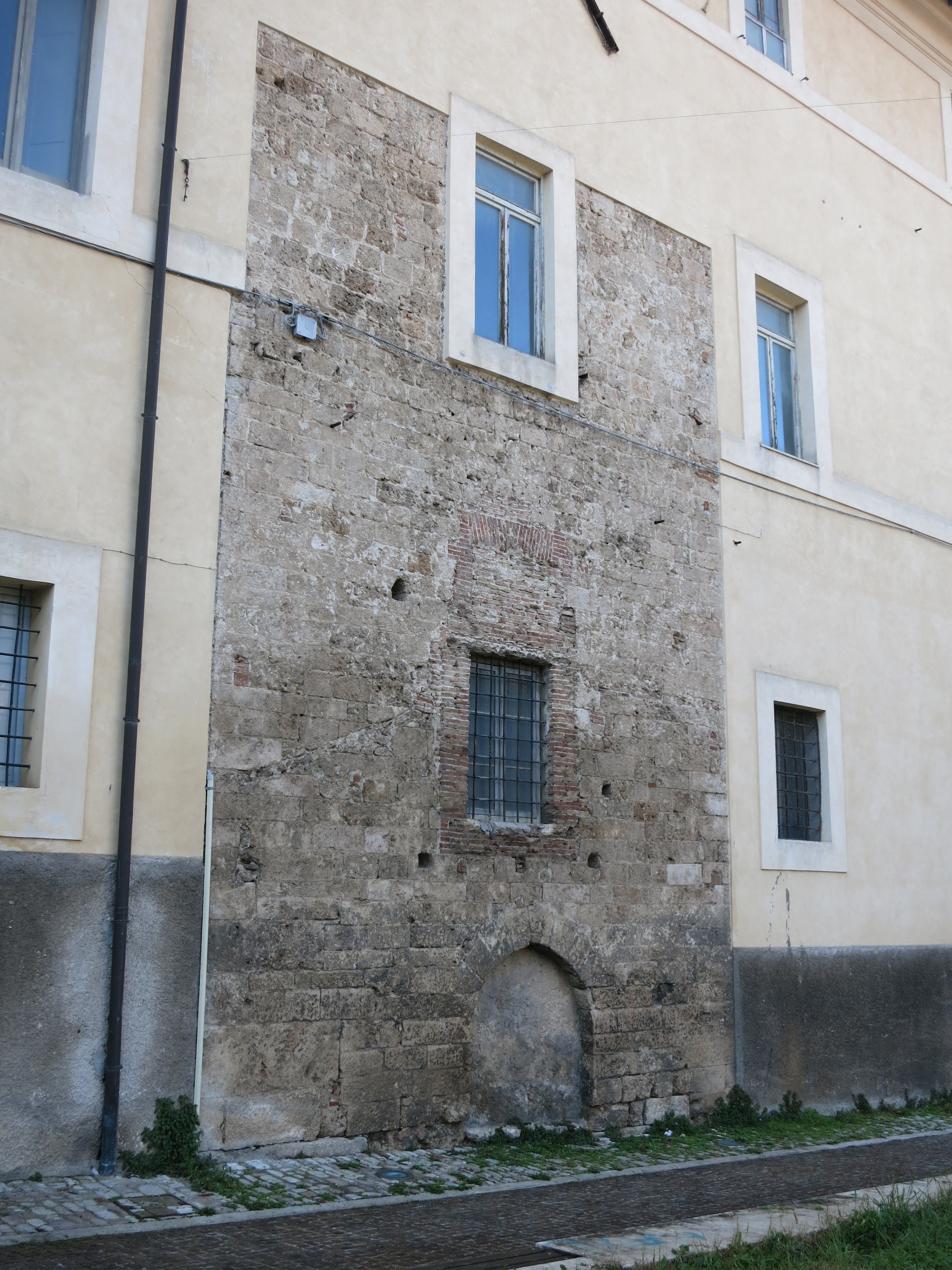
La muratura a conci di travertino, una delle poche tracce rimaste del Palazzo del Podestà

Tra il 1639 e il 1660 viene costruita una nuova ala su via della Pescheria, poi prolungata nel 1935. Verso il 1654 il vescovo Giorgio Bolognetti avviò dei lavori con i quali fu ingrandito il giardino e restaurata la facciata. Nel 1684 il vescovo Ippolito Vicentini ottenne il permesso di costruire sopra il cavalcavia di via Terenzio Varrone; in memoria di questo intervento fece dipingere sulla facciata lo stemma della propria famiglia, oggi scomparso.

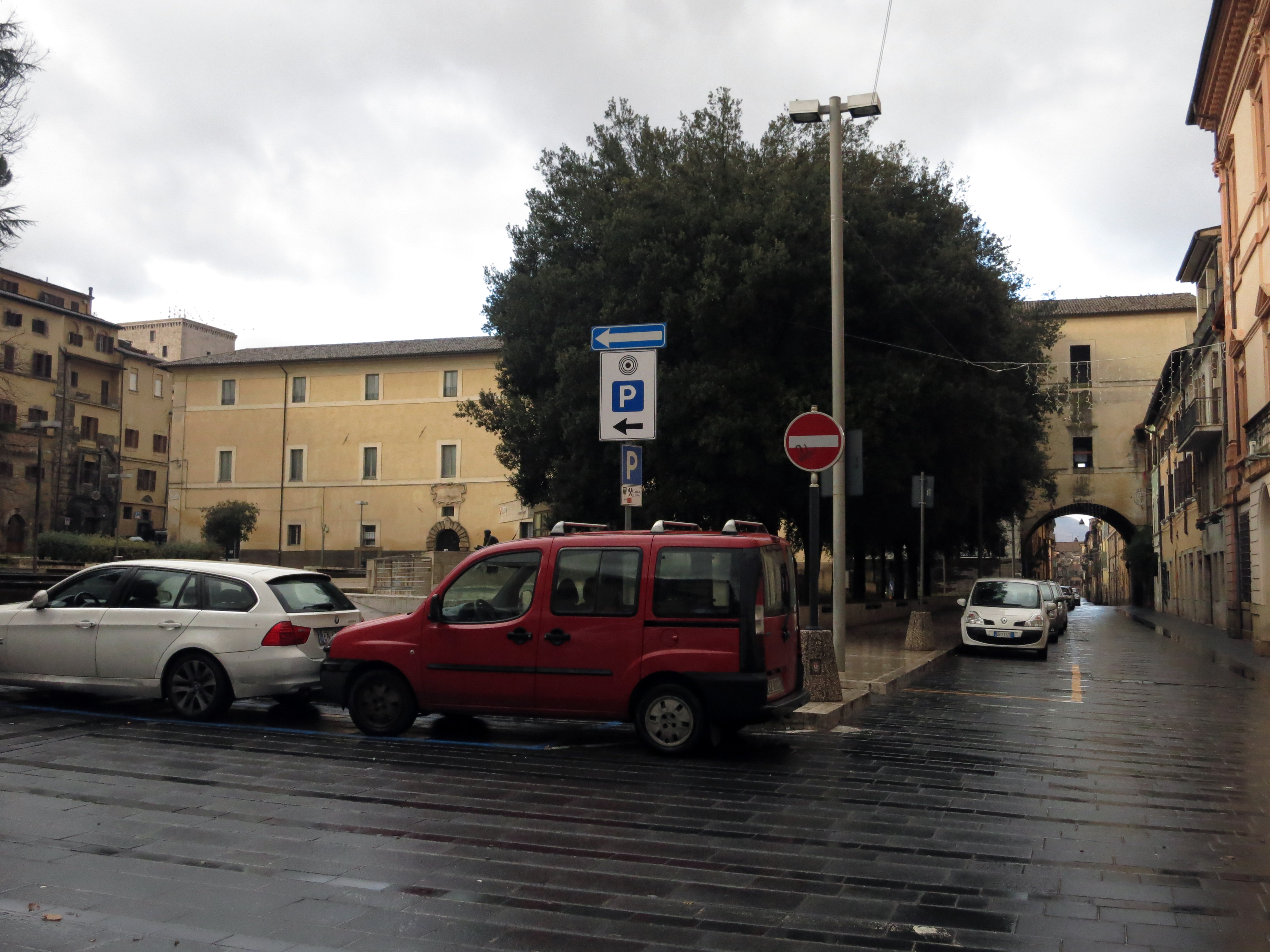
Il palazzo e l'arco del Seminario su via Terenzio Varrone

Come ricorda l'epigrafe sopra il portale di piazza Oberdan, nel 1726, per iniziativa del vescovo Serafino Camarda, il palazzo fu ampliato con l'aggiunta di un deposito e di sei stanze, raddoppiando la capienza del seminario rispetto a quella iniziale; i lavori furono affidati ad Antonio Tondetto.
Nel 1764 monsignor Giovanni De Vita dotò di un regolamento il seminario, che fino ad allora aveva adottato quello del seminario di Roma.
Il 31 luglio 1865 un decreto ministeriale ne impose la chiusura e l'esproprio di due terzi del suo patrimonio; in quel momento contava 123 alunni, tra interni ed esterni. Riaprì nel 1879.
Nel 1964, in occasione del IV centenario della fondazione del Seminario, il complesso fu completamente restaurato.
L'edificio, già sottoutilizzato per la crisi delle vocazioni, fu chiuso in seguito ai danni provocati dal terremoto del 1997, e sottoposto a lavori di risanamento di cui sono attualmente in esecuzione i lavori del secondo stralcio, partiti nel 2009.